# Lioubov Chevtsova
Pour les articles homonymes, voir Chevtsov.
Lioubov Chevtsova (russe : Любовь Шевцова ; 8 septembre 1924 – 9 février 1943) était une partisane soviétique et membre de la Jeune Garde, une organisation clandestine à Krasnodon (aujourd'hui Sorokyne) au cours de la Seconde Guerre mondiale.

## Enfance et éducation
Chevtsova est né en Izvaryne, dans le gouvernement de Donetsk dans une famille de la classe ouvrière russe. Son père a combattu dans la Première Guerre mondiale et la Guerre civile russe aux côtés de l'Armée rouge ; sa mère travaille dans un hôpital en tant qu'infirmière. Sa famille déménage aux limites de la ville de Krasnodon en 1927, où elle est diplômée de sept années d'école avant d’entrer dans une école de théâtre à Rostov-sur-le-Don. Cependant, l'invasion allemande de l'Union soviétique commence peu de temps après,.

## Activités partisanes
Peu de temps après le début de la guerre, Chevtsova assiste à un bref cours de soins et tente d'entrer en tant qu'infirmière dans l'Armée rouge, mais elle est refusée car trop jeune. Donc elle rejoint le Komsomol en février 1942 et, sur la recommandation du Comité de Quartier de Vorochilovgrad (aujourd'hui Louhansk), elle commence une formation pour devenir un opératrice radio pour la Jeune Garde en avril. Après avoir terminé les cours et prêté allégeance, elle commence à transmettre les informations collectées par les partisans à l'Intelligence Center[Quoi ?] de l'Armée rouge.
Elle participe également à la diffusion de tracts, aide des prisonniers de guerre soviétiques à se cacher des Allemands, et participe à l'incendie de la Bourse du Travail, qui contient des documents avec les noms des personnes qui devant être déportés et soumis au travail forcé en Allemagne. Le 8 janvier 1943, Chevtsova est arrêtée comme opératrice. Les membres de la Jeune Garde ont été trahis et tous sont arrêtés. La Gestapo la torture pour lui faire avouer les codes de transmission, apparemment sans succès et l'abat le 9 février dans la forêt de Rattlesnake[Quoi ?], à l'âge de 18 ans,. Elle est enterrée en mars dans une fosse commune.

## Distinctions
- Héroïne de l'Union soviétique (13 septembre 1943)
- Ordre de Lénine

## Hommages
- Elle apparaît dans le roman La Jeune Garde de Alexandre Fadeïev en 1946[5].
- Sur le site de son décès, un monument en son honneur est érigé[1].
- Un buste est érigé dans le Parc de la Jeune Garde de Louhansk[1].